# Hippichthys cyanospilos
Hippichthys cyanospilos är en fiskart som först beskrevs av Pieter Bleeker 1854.  Hippichthys cyanospilos ingår i släktet Hippichthys och familjen kantnålsfiskar. Inga underarter finns listade i Catalogue of Life.